# Reinboto von Meilenhart
Reinboto von Meilenhart (mort le 27 août 1297) est prince-évêque d'Eichstätt de 1279 à sa mort.

## Biographie
Reinboto vient de la maison de Meilenhart. Le siège éponyme est le château de Meilenhart près de Daiting. La famille est des ministériels des comtes de Graisbach (de).
Reinboto von Meilenhart est le chanoine d'Eichstatt en 1270. Il est étroitement associé à l'archidiocèse de Mayence et est chargé par le pape de négocier à plusieurs reprises. Il réussit à arrondir le territoire du Hochstift principalement en effectuant de nouveaux achats, mais il essaie de vendre des propriétés plus éloignées. La perspective d'une expansion considérable de la région d'Eichstätt provient de l'héritage éventuel extensif des derniers comtes de Hirschberg (de). L'héritage a lieu avec le successeur de Reinboto Konrad von Pfeffenhausen et ses effets occupent les archevêques suivants.
Reinboto est enterré dans le chœur Willibald de la cathédrale d'Eichstätt ; la dalle funéraire a disparu.